# Takehiro Kato
Takehiro Kato (加藤 豪宏 Kato Takehiro?,  nacido el 28 de julio de 1974 en Kioto) es un exfutbolista japonés. Jugaba de defensa y su último club fue el Sagawa Express Osaka de Japón.

## Trayectoria

### Clubes
| Club                 | País  | Año         |
| -------------------- | ----- | ----------- |
| Gamba Osaka          | Japón | 1993 - 1996 |
| Oita Trinity         | Japón | 1997        |
| Sagawa Express Osaka | Japón | 1998 - 2001 |